# Chiesa di San Biagio (Faule)
La chiesa di San Biagio vescovo e martire (paròchia ed Fàule in Piemontese) è la parrocchiale di Faule, in provincia di Cuneo e arcidiocesi di Torino; fa parte del distretto pastorale Torino Sud-Est.

## Storia
La chiesa è stata costruita nel 1606 sotto ordine dei conti Provana. Nel 1869 furono costruite le quattro nicchie della facciata e nel 1905 il comune cambiò l'orologio del campanile.

## Ricorrenze
San Biagio viene festeggiato il 3 febbraio con una Messa e il parroco benedice la gola con due candele incrociate in quanto san Biagio è protettore della gola. San Biagio non è il santo patrono di Faule ma sono i Corpi Santi che vengono celebrati la seconda domenica di ottobre in concomitanza con la festa della Bagna Caoda. Da alcuni anni per non contrastare la festa della Bagna Caoda e la festa dei Corpi Santi, la messa di ricorrenza è celebrata la terza domenica di ottobre